# Gymnoprosopa pallida
Gymnoprosopa pallida är en tvåvingeart som beskrevs av Allen 1926. Gymnoprosopa pallida ingår i släktet Gymnoprosopa och familjen köttflugor.
Artens utbredningsområde är Idaho. Inga underarter finns listade i Catalogue of Life.